# Anexotamos
Anexotamos es un género de polillas monotípico de la subfamilia Lymantriinae. Su única especie, Anexotamos flavibasis, se encuentra en Uganda y Zaire. Tanto el género como la especie fueron descritos por Hering en 1926.